# Budapest Challenger 2 1997
Il Budapest Challenger 2 1997 è stato un torneo di tennis facente parte della categoria ATP Challenger Series nell'ambito dell'ATP Challenger Series 1997. Il torneo si è giocato a Budapest in Ungheria dall'8 al 14 settembre 1997 su campi in terra rossa.

## Vincitori

### Singolare
Jan Frode Andersen ha battuto in finale  Francisco Costa con il punteggio di 7–6, 2–6, 6–2

### Doppio
Nebojša Đorđević /  Dušan Vemić hanno battuto in finale  Kornel Bardoczky /  Miklos Jancso con il punteggio di 6–1, 3–6, 6–4